# Justyn II
Justyn II, Flavius Iustinus Iunior Augustus (ur. ok. 520, zm. 5 października 578) – cesarz bizantyński od 565 do 578 roku z dynastii justyniańskiej, siostrzeniec i następca cesarza Justyniana I Wielkiego.

## Życiorys

### Pochodzenie i młodość
Był synem Wigilancji i siostrzeńcem cesarza Justyniana I. Jego żoną była Zofia, siostrzenica małżonki Justyniana I – cesarzowej Teodory. Sprawował na dworze funkcję opiekuna (marszałka) dworu (łac. cura palatii). W latach 551-552 wchodził w skład cesarskiej komisji prowadzącej rozmowy z papieżem Wigiliuszem.
Przez wiele lat Justynian I nie wyznaczał następcy tronu, ale jako możliwi kandydaci wymieniani byli Justyn – syn cesarskiego kuzyna Germanusa – oraz Justyn, syn Wigilancji. Justyn II zawdzięczał tron przychylności przełożonego cesarskiej sypialni Kallinika i dowódcy pałacowej straży Tyberiusza. Koronacja nowego władcy odbyła się jeszcze w noc śmierci poprzednika.

### Polityka
Rządy Justyn II zaczął od ściągnięcia znad Dunaju swojego niedawnego konkurenta do tronu i polecił mu wyjazd do Egiptu na honorowe wygnanie, jednak już po roku prawdopodobnie zlecił jego morderstwo. Cesarz odmówił płacenia danin północnym plemionom, które były w ten sposób zniechęcane do najazdów na cesarstwo – decyzja wynikła ze złej sytuacji finansowej państwa. Z tego samego powodu zwiększał ucisk fiskalny poddanych, co wywoływało zamieszki. Justyn chciał kontynuować politykę umacniania państwa – dążył z tego powodu do ugody z monofizytami (571), później jednak wznowił prześladowania.
Cesarz utracił również ogromne obszary w Italii na rzecz ariańskich Longobardów. Przyczyną utraty Italii był sojusz Longobardów z Awarami. Te dwa plemiona wspólnie pobiły Gepidów, co wykorzystał m.in. Justyn II włączając część ich terytorium do cesarstwa (567). Wkrótce potem jednak Longobardowie w obliczu rosnącej siły Awarów najechali Italię (568), szukając dla siebie bezpieczniejszych terytoriów. Osłabione cesarstwo nie było natomiast w stanie przeciwstawić się longobardzkiemu najazdowi i utraciło przyłączoną kilkadziesiąt lat wcześniej krainę. Na załamaniu się bizantyjskiego władztwa w Italii skorzystali biskupi rzymscy, odtąd znów faktyczni panowie miasta.
Jego rządy upłynęły także pod znakiem wojen z Persją, której odmówił płacenia trybutu. Wojna rozpoczęła się w 572 roku, uniemożliwiając m.in. przeciwdziałanie utracie Italii. Armia perska opanowała Mezopotamię i Syrię, zdobyła także strategicznie ważną twierdzę w Dara (573). Justyn przez kilka miesięcy nie przyjmował jednak do wiadomości faktu oblężenia tego miasta, a gdy zgodził się na wysłanie odsieczy twierdza była już w rękach przeciwnika. Wiadomość o utracie twierdzy była impulsem do pierwszego pojawienia się u cesarza „obłędu”. Podczas wojen z Persją zniszczono Syrię – wówczas jedną z bogatszych prowincji. W 575 r. doszło do bitwy pod Melitene, prawdopodobnie największej w dziejach Bizancjum wieku VI i będącej wielkim sukcesem militarnym państwa.
Na północy imperium armie Justyna musiały walczyć z Awarami, z Hiszpanii stopniowo wypierali Bizantyńczyków Wizygoci, w Afryce doszło do rebelii Maurów.

### Choroba
Po klęskach na froncie syryjskim u Justyna rozwinęły się objawy choroby – cesarz narzekał na osłabienie mięśni, bóle kończyn i układu moczowego. Rozwinęły się także objawy psychiczne – słyszenie głosów, widzenie „demonów”, ataki agresji. Objawy te mogą wskazywać na schizofrenię.
Z powodu pogłębiającej się choroby psychicznej, Justyn zmuszony został przez żonę wyznaczyć swojego następcę, który pomógłby mu w sprawowaniu rządów. W okresie remisji objawów wyznaczył więc następcę (574), pomijając wszystkich swoich krewnych wybrał generała Tyberiusza, stronnika z ostatnich lat życia swego poprzednika Justyniana I i dodatkowo adoptował go. Zofia i Tyberiusz rządzili razem jako regenci przez 4 lata, podczas kiedy choroba Justyna ciągle się pogłębiała. 26 września 578 roku Justyn mianował Tyberiusza augustem (cesarzem), zaś zmarł już 5 października w wyniku zakażenia po operacji pęcherza.